# Eucereon leria
Eucereon leria är en fjärilsart som beskrevs av Druce 1897. Eucereon leria ingår i släktet Eucereon och familjen björnspinnare. Inga underarter finns listade i Catalogue of Life.